# Anaclet
Pour les articles homonymes, voir Clet.
Anaclet (en latin : Anacletus) ou Clet (Cletus) ou Anenclet est, selon la tradition catholique, le troisième évêque de Rome, et pour les orthodoxes, le troisième presbytre de l'Église de Rome. Il succède à Lin vers début octobre 79 (ou 80) et meurt vers 91, (ou 92). Il est fêté le 26 avril.

## Linguistique
Saint Clet est parfois invoqué dans le proverbe « Saint Clet ferme la porte aux derniers pois ». Au sens propre, cela signifie qu'à partir du jour de son nom, le 26 avril, il ne faut plus s'attendre à du brouillard. Au sens figuré, cela peut indiquer la fermeture d'une période ou d'une opportunité.

## Biographie
Son nom même est sujet à caution : on ignore s'il se nommait Cletus, Anacletus ou Anencletus. On connaît de manière certaine l'existence d'un personnage nommé Anacletus, abrégé d'ordinaire en Cletus, qui mourut en martyr au cours de la persécution de Domitien sans doute entre 88 et 96.
Eusèbe de Césarée, Irénée de Lyon et Augustin d'Hippone affirment qu'Anaclet et Clet ne furent qu'une seule et même personne. En revanche, le Catalogus Liberianus (354) et le Liber pontificalis distinguent deux personnes différentes, « dédoublement erroné ».
Ce Liber Pontificalis « lui [à Clet] attribue anachroniquement l'institution d'un collège presbytéral romain de vingt-cinq membres » : c'est le seul fait susceptible de lui être rattaché.
Ce même Liber Pontificalis « fait abusivement de Clet un martyr », il est considéré comme saint par l'Église catholique et par l'Église orthodoxe. Sa fête est fixée au 26 avril d'après le Martyrologe romain.
Au IXe siècle, le Pseudo-Isidore, auteur des Fausses décrétales, « forgea trois lettres qu'il mit sous le nom d'Anaclet. »